# 小林遥子
小林 遥子（こばやし ようこ、5月22日 - ）は、日本の女性声優。長崎県長崎市出身。血液型はA型。文学座付属演劇研究所卒業。
以前は三木プロダクション、アクロス エンタテインメントに所属していた。

## 出演作品

### テレビアニメ
- イタズラなKiss（ミキ）
- スパイダーマン&アメイジング・フレンズ（スプライト）
- マレーネとフロリアン（フロリアン）

### ドラマCD
- どうしようもないけれど

### 吹き替え
- WITHOUT A TRACE/FBI 失踪者を追え!2（ソベル）
- WITHOUT A TRACE/FBI 失踪者を追え!3（アダイ） #4
- ゴースト 〜天国からのささやき（マリー）
- ザ・ホワイトハウス4（モリー）
- ディープフォール（トビー・ジョーンズ）
- ブランクスレーター（サラ・ブレイディ）
- マイ・シスターズ・キッズ（マリア）

### 番組ナレーション
- たくさんのしっぽ いっぱいのいのち
- ぼくのおちゃわん手作りごはん（チワワのクーちゃん）

### CM
- カネボウ ソフティモ（顔出し）

### 映画
- ジャスティス（中野）
- スパイ・ゾルゲ（芸者）
- DOG STAR/ドッグ・スター